# 新発田インターチェンジ
新発田インターチェンジ（しばたインターチェンジ）は、新潟県新発田市奥山新保にある国道7号新新バイパスのインターチェンジ。

## 概要
新新バイパスの東港IC - 新発田IC間開通により、1989年（平成元年）9月16日に供用を開始した。開設当初は平面交差の十字路であった。
しかし当時、当インターチェンジにおいて新潟方面と村上方面の相互間を通行する際、下り方面（新潟方面から村上方面へ）は交差点を左折、上り方面（村上方面から新潟方面へ）は交差点を右折する構造となっていた。加えて沿線地域の開発進捗などもあいまって交通量が増加し、渋滞が慢性化していた。
国土交通省新潟国道事務所では当インターチェンジを立体化してバイパス本線を舟入町地内まで延伸し、新新バイパスと村上方面の車線（新発田バイパス）とを直通化させる事業に着手し、2000年度（平成12年度）から用地買収を進め、2002年度（平成14年度）から建設工事を開始。橋長約500mの高架橋が架設され、上り線は2008年（平成20年）3月17日に、下り線は2009年（平成21年）9月15日にそれぞれ供用を開始した。これによって、新発田インターチェンジ交差点と舟入交差点の2箇所の交差点が立体化された。また新発田IC交差点と舟入三丁目交差点の間の旧道は、新発田IC交差点と村上方面とを連絡するオンランプ・オフランプを兼ねており、引き続き国土交通省が管理を行っている。
なお新発田市舟入のうち、住居表示実施済み地域の地名は「舟入町（一～三丁目）」、未施行地域の地名は「舟入」となっている。本来であれば前述の交差点の名称は「舟入町三丁目」とすべきところであるが、新潟国道事務所や新発田市、新発田警察署では同交差点の名称を「舟入三丁目」（交差点設置の標識上の表記は「舟入（三）」）としている。

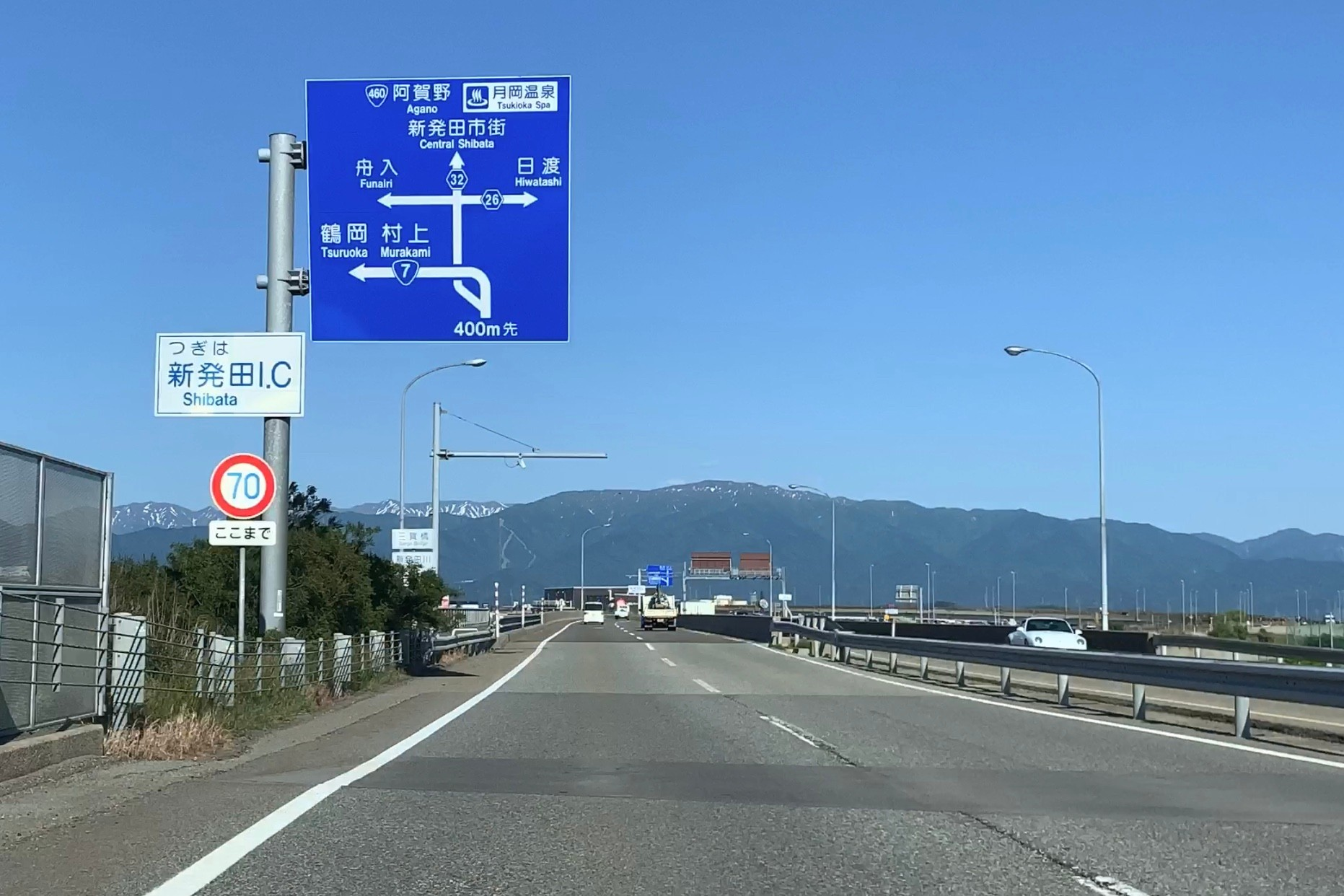
新新バイパス本線上の案内標識（2020年5月）
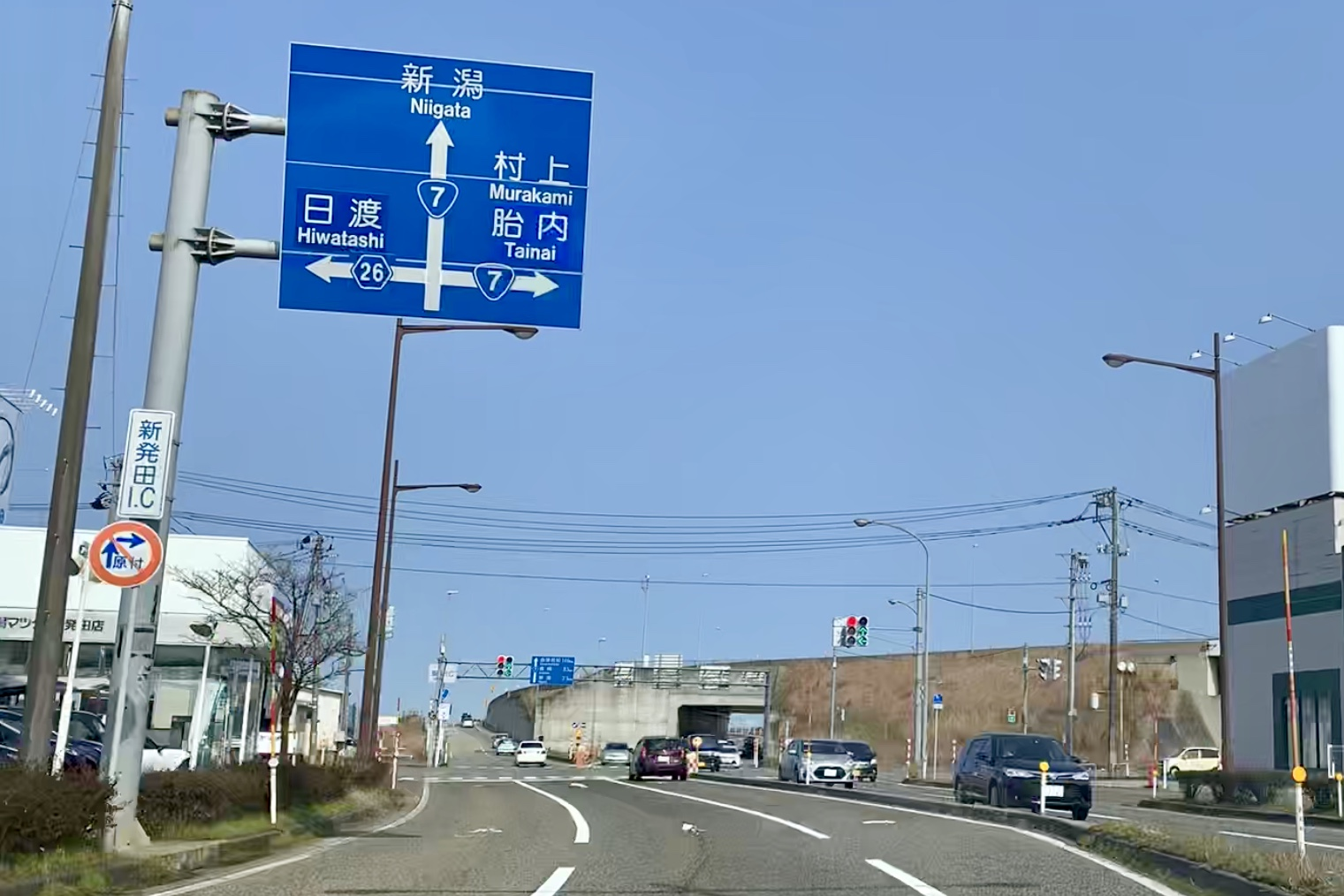
新発田南バイパス側から見たIC（立体化完了後の2020年3月）
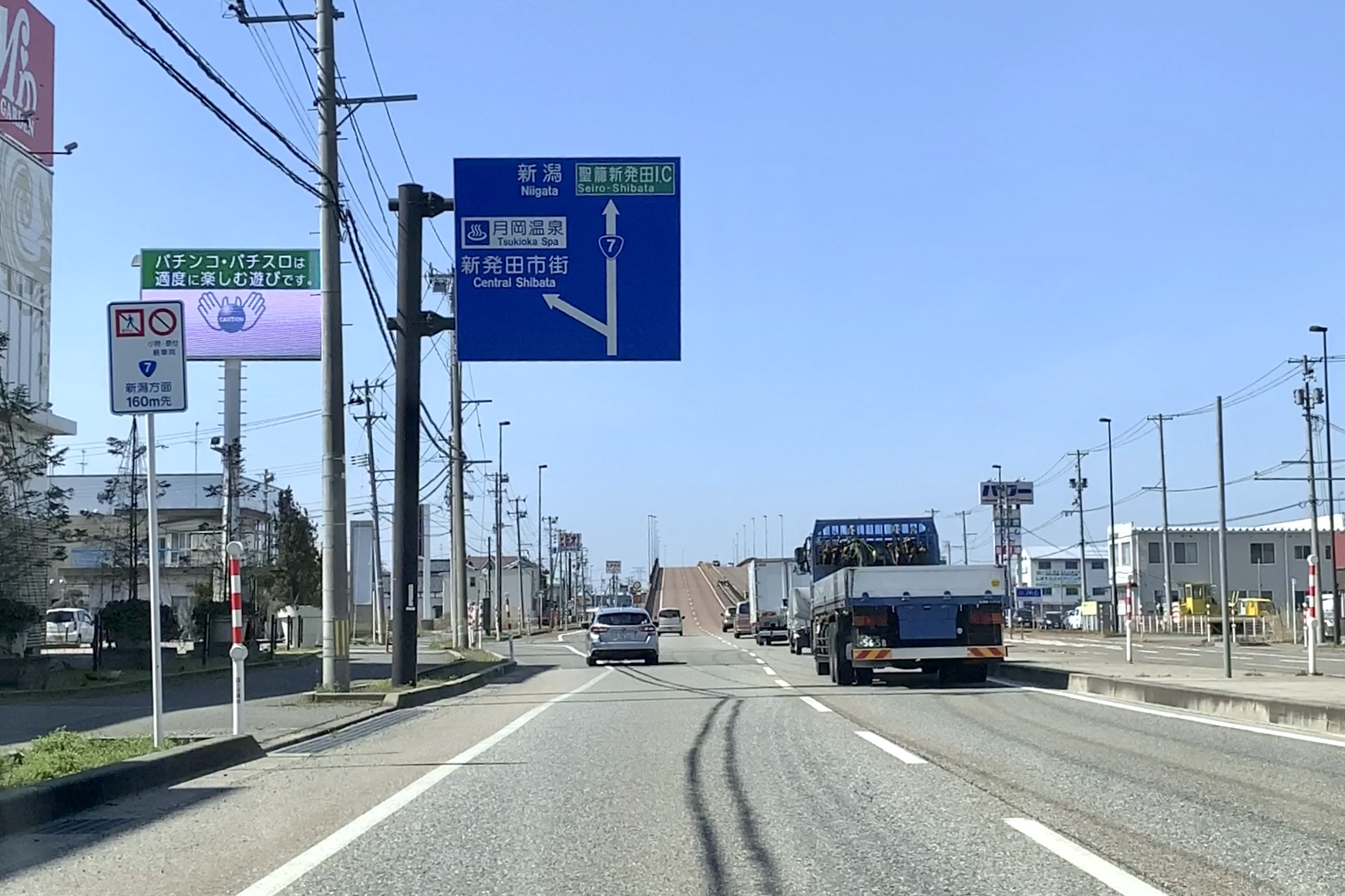
舟入（三）交差点側から見たIC（立体化完了後の2020年3月）

## 接続する道路
新発田インターチェンジ交差点
- 新潟県道26号新発田豊栄線（新発田バイパス）日渡・佐々木駅方面
- 国道460号･新潟県道32号新発田停車場線（新発田南バイパス）西新発田駅・新発田駅・月岡温泉方面

舟入交差点
- 新潟県道203号網代浜新発田線　聖籠町役場・網代浜方面、新発田駅方面

舟入三丁目交差点
- 国道7号（新発田バイパス）村上・鶴岡方面
- 新発田市道　舟入町方面

## 隣
国道7号新新バイパス
聖籠新発田IC - 新発田IC